# Церакви
Церакви (груз. წერაქვი) — село в Марнеульском муниципалитете Грузии, в ущелье реки Шулавери, на севере хребта Локи, в 45 км от города Марнеули. Недалеко от села находится Цераквский монастырь. В окрестностях села находится также крепость Диди Мзигули.
В 2014 году проживали 	140 человек, большинство грузины.